# Beomil-dong
Beomil-dong (koreanska: 범일동) är en stadsdel i Sydkorea. Den ligger i stadsdistriktet Dong-gu i staden Busan, i den sydöstra delen av landet, 300 km sydost om huvudstaden Seoul.

## Indelning
Administrativt är Beomil-dong indelat i:
| Namn    | Namn              | Yta i km² | Invånare 30 jun 2020 |
| ------- | ----------------- | --------- | -------------------- |
| 범일1동 | Beomil 1(il)-dong | 0,98      | 12 225               |
| 범일2동 | Beomil 2(i)-dong  | 0,83      | 8 942                |
| 범일5동 | Beomil 5(o)-dong  | 1,73      | 4 621                |